# Ephemera pramodi
Ephemera pramodi is een haft uit de familie Ephemeridae. De wetenschappelijke naam van de soort is voor het eerst geldig gepubliceerd in 1972 door Dubey.
De soort komt voor in het Oriëntaals gebied.